# Dicrodiplosis quercina
Dicrodiplosis quercina är en tvåvingeart som först beskrevs av Ephraim Porter Felt 1907.  Dicrodiplosis quercina ingår i släktet Dicrodiplosis och familjen gallmyggor. Inga underarter finns listade i Catalogue of Life.